# Oxyethira parce
Oxyethira parce är en nattsländeart som först beskrevs av Edwards och Arnold 1961.  Oxyethira parce ingår i släktet Oxyethira och familjen smånattsländor. Inga underarter finns listade i Catalogue of Life.